# Черезоле-Альба
Черезоле-Альба (итал. Ceresole Alba) — коммуна в Италии, располагается в регионе Пьемонт, в провинции Кунео.
Население составляет 2128 человек (2008 г.), плотность населения составляет 58 чел./км². Занимает площадь 37 км². Почтовый индекс — 12040. Телефонный код — 0172.
Покровителем коммуны считается святой Иоанн Креститель, празднование в понедельник после первого воскресения сентября.

## Демография
Динамика населения:

## Администрация коммуны
- Официальный сайт: http://www.comune.ceresoledalba.cn.it/